# ASC Nasr de Sebkha
L'Association Sportive et Culturelle Nasr de Sebkha o ASC Nasr de Sebkha (àrab: الجمعية الرياضية و الثقافية نصر السبخة, al-Jamaʿiyya ar-Riyāḍiyya wa-ṯ-Ṯaqāfiyya Naṣr as-Sabẖa, ‘Associació Esportiva i Cultural la Victòria de Sebkha’) és un club de futbol maurità de la ciutat de Sebkha, un suburbi de Nouakchott.

## Palmarès
- Lliga mauritana de futbol:[4]
  - 2003, 2005,2007
- Copa mauritana de futbol:[5]
  - 2006
- Supercopa mauritana de futbol:
  - 2003